# Effet Slashdot

Graphique MRTG montrant l'augmentation du trafic par un effet Slashdot modéré sur un serveur web en 2005

L'effet Slashdot (anglais : Slashdot effect ou slashdotting) est une augmentation massive, soudaine et temporaire du trafic sur un site web, ayant pour origine un lien web affiché sur un autre site très populaire. Cela surcharge le plus petit site, le ralentissant ou le rendant temporairement indisponible. L'effet est comparable à une attaque par déni de service, quoique accidentellement. 

## Description
Le nom provient de l'énorme afflux de trafic web qui résultait des hyperliens du site d'actualités technologiques Slashdot vers d'autres sites Web. Les circonstances historiques ont évolué, car les consultations massives depuis Slashdot ont diminué depuis 2005, avec l'émergence de sites similaires et l'adoption générale de solutions d'hébergement scalables sur le cloud. L'effet a été associé à d'autres sites Web ou méta-blogs tels que Fark, Digg, Drudge Report, Imgur, Reddit et Twitter, ce qui a conduit à des termes anglais tels que « farked » ou « drudged » ou « Reddit effect »,. Les Google Doodles, qui renvoient aux résultats de recherche sur le sujet du doodle, entraînent également une forte augmentation du trafic à partir de la page de résultats de recherche. 
En règle générale, les sites moins robustes sont incapables de faire face à l'énorme augmentation du trafic et deviennent indisponibles – les causes courantes sont une bande passante insuffisante, des serveurs qui ne parviennent pas à faire face au nombre élevé de requêtes ou bien des quotas insuffisants de trafic. Les sites sur des services d'hébergement mutualisé sont généralement indisponibles lorsqu'ils sont confrontés à l'effet Slashdot.